# Lycosa yerburyi
Lycosa yerburyi är en spindelart som beskrevs av Pocock 1901. Lycosa yerburyi ingår i släktet Lycosa och familjen vargspindlar.
Artens utbredningsområde är Sri Lanka. Inga underarter finns listade i Catalogue of Life.